# Saint-Octave-de-Métis
Saint-Octave-de-Métis es un municipio parroquial canadiense situado en la provincia de Quebec.

## Superficie
Saint-Octave-de-Métis tiene una superficie de 75,16 km².

## Demografía
En 2021, tenía 493 habitantes, una densidad poblacional de 6,6 hab./km², y 221 viviendas.